# Горный аноа
Горный аноа (лат. Bubalus quarlesi) — парнокопытное млекопитающее из семейства полорогих. Один из четырёх видов азиатских буйволов. Эндемик острова Сулавеси и близлежащего небольшого острова Бутон в Малайском архипелаге (Зондские острова, Юго-Восточная Азия). Ранее считался подвидом обыкновенного аноа (Bubalus depressicornis), распространённого на тех же островах, и вопрос о его видовой самостоятельности до сих пор остаётся спорным среди учёных.

## Описание
Самый мелкий среди диких быков: длина тела от 122 до 153 см, высота в холке до 71 см, длина хвоста 20—27 см, длина рогов 15—20 см, масса 26—150 кг. Окраска тёмно-бурая или чёрная, снизу несколько светлее, самцы обычно темнее самок. На ногах над копытами имеется по два неясных светлых пятна, голова и шея обычно без пятен. Уши небольшие и относительно узкие. Рога сравнительно короткие, прямые, круглые в обхвате, направленные назад, у обоих полов одинаковые. Телята рождаются с очень густой шерстью, обычно золотисто-коричневого цвета, по мере роста постепенно темнеют. От обыкновенного аноа горный отличается плотным пушистым мехом, отсутствием или очень неясными белыми пятнами, и круглыми, а не трёхгранными, в поперечнике рогами.

## Ареал и места обитания
Горные аноа распространены только на острове Сулавеси и близлежащем небольшом острове Бутон, где обитают в горных тропических лесах и других малонаселённых районах с густой растительностью и постоянными водоёмами, на высоте до 2300 м.

## Образ жизни
Преимущественно одиночные животные, иногда встречаются парами — самец с самкой или самка с детёнышем, но никогда не образуют более крупных групп. Наиболее активны в утреннее время, в полуденные часы скрываются в гуще леса. Могут укрываться под большими поваленными деревьями, под нависающими скалами и в нишах под корнями деревьев. Любят купаться в водоёмах и валяться в грязи.
Питаются листьями и травой. Естественных хищников не имеют.

## Размножение
Спаривание происходит круглый год. Самцы проверяют готовность самок к размножению с помощью флемена и пробуя мочу. Беременность длится 276—315 дней. Несмотря на то, что горные аноа, как правило, являются одиночными животными, они собираются в стада, когда самки собираются рожать. В помёте только один детёныш. Выкармливание молоком продолжается от 6 до 9 месяцев. Половая зрелость наступает в возрасте 2—3 лет. Продолжительность жизни до 25 лет.

## Охрана
По приблизительным оценкам сейчас в природе осталось не более 2500 половозрелых особей. Численность популяции сокращается. Как вымирающий вид горный аноа занесён в Красный список МСОП. Занесён в Приложение I СИТЕС, охраняется индонезийским законодательством. Встречается в нескольких национальных парках острова Сулавеси.

## Фото

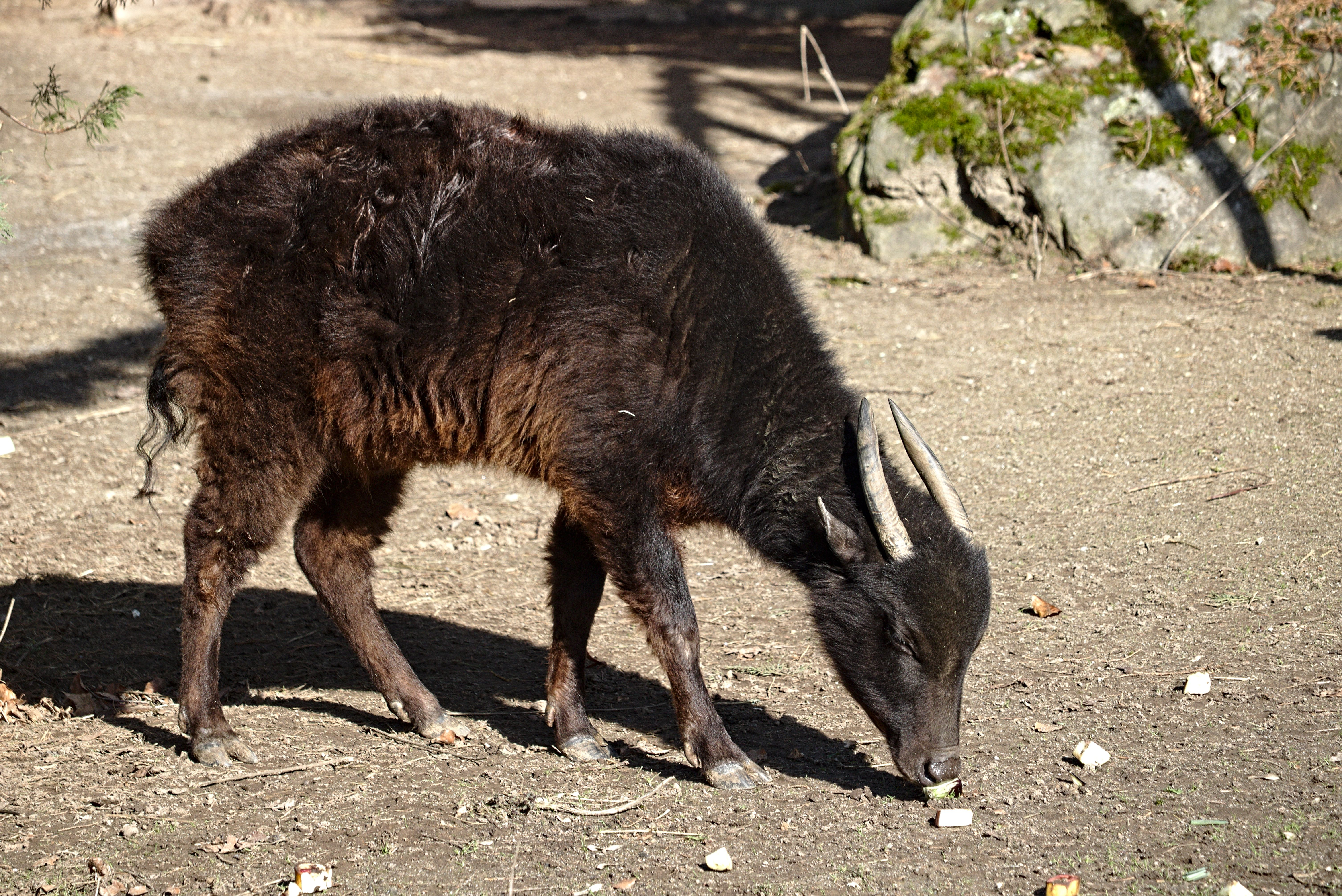
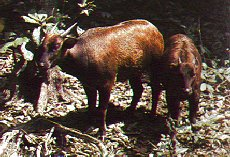